# Arapesh

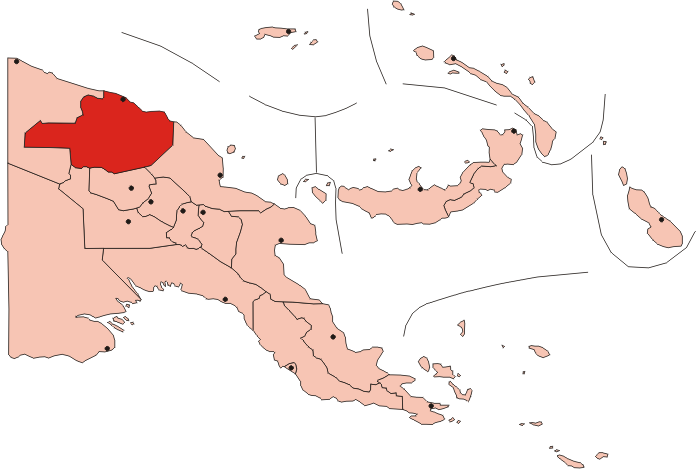
East Sepic Province

Die Arapesh sind eine etwa 5000 Personen umfassende Bevölkerungsgruppe auf Papua-Neuguinea. Ihr Siedlungsraum liegt mit sieben großen Dörfern im Hinterland der Nordküste, in der East Sepik Province. Die Region gilt als eine der am dichtesten besiedelten Neuguineas. Allein die Siedlung Ilahita zählt 1500 Einwohner und ist damit für eine autochthone Volksansiedlung im südpazifischen Raum nahezu unvergleichlich groß.

## Geschichte
Die Region des Sepik war ab 1885 Bestandteil der im Aufbau begriffenen Kolonialverwaltung Deutsch-Neuguinea. Im Vergleich zu den Hochlandpopulationen kamen die Arapesh sehr früh mit europäischen Streitkräften in Kontakt. Sie wurden als Arbeitskräfte in den Küstenplantagen zwangsverpflichtet. Die militärische Präsenz der deutschen Kolonialmacht und ein Forschungsauftrag des Reichskolonialamtes eröffnete dem österreichischen Völkerkundler Richard Thurnwald, Namensgeber des Thurnwald-Gebirges, im Rahmen der Kaiserin-Augusta-Fluss-Expedition die Sepik-Region auszukundschaften. Nach dem Ersten Weltkrieg wurde das Arapesh-Gebiet Teil des australischen Territorium Neuguinea, während des Zweiten Weltkriegs besetzten die Japaner ihre Dörfer, ehe diese wiederum nach dem Kriegsende von den Australiern vertrieben wurden. Parallel zu den Geschehnissen etablierte sich die „Evangelische Südsee-Mission“ am Sepik.

## Kultur

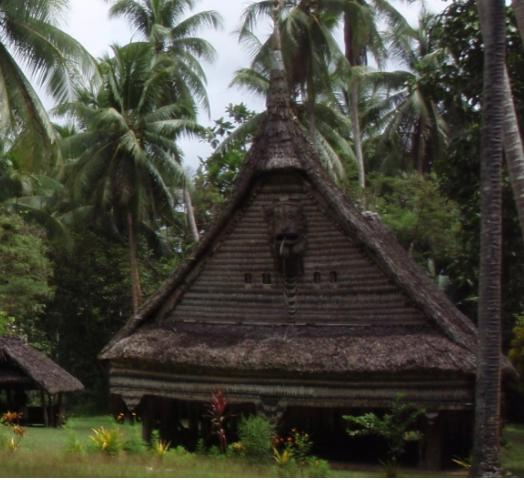
Tambaran-Männerhaus in der Sepik-Region

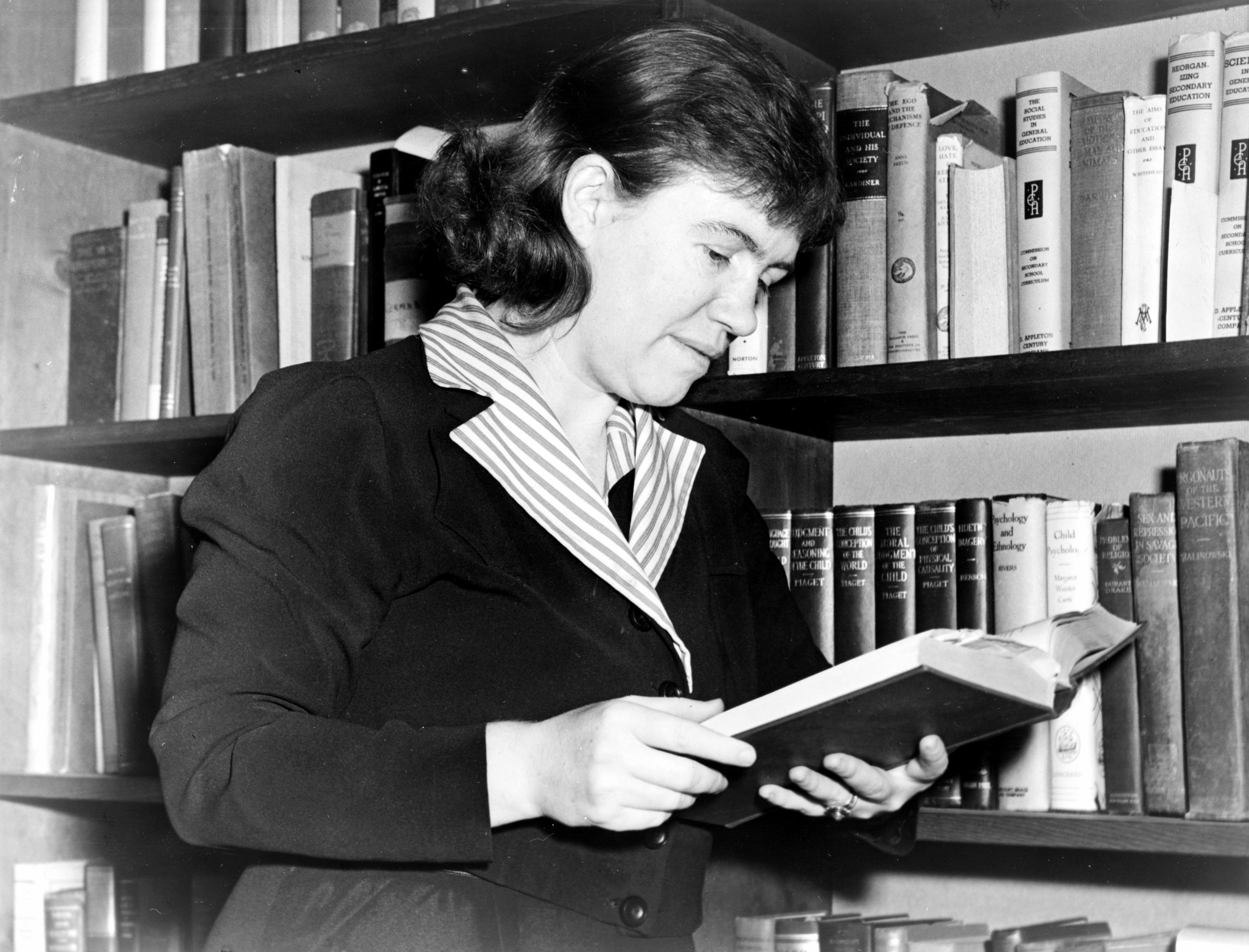
Anthropologin Margret Mead

Im Gegensatz zu den unmittelbar benachbarten Abelam, welche eine aus den Sepik-Sprachen (Unterform des Ndu-Dialekts) hergeleitete nicht-melanesische Sprache sprechen, kommunizieren die Arapesh in der der Torricelli-Sprachfamilie zuzuordnenden Kombio-Arapesh-Sprache Arapesh. Trotz dieser klaren sprachlichen Abgrenzbarkeit lassen sich die beiden Ethnien kulturell im Übrigen kaum unterscheiden, denn es sind starke Einflüsse der Abelam auf die Arapesh-Kultur vorhanden.
Wie insbesondere die Ethnologin Margaret Mead in den 1930er-Jahren attestierte, erstrecken sich diese kulturellen Durchdringungen von der Sozialstruktur, der Einführung des geheimbündnisartigen tambaran-Kultes über Stil und Bautechnik des Männerhauses bis hin zur Gleichartigkeit der Bodenbewirtschaftung und, besonders hervorzuheben, des zeremoniellen Yams-Festes. Mead stellte sich bei ihren Feldstudien gar die Frage, ob die Arapesh vollständig an die Abelam akkulturiert seien. Der hohe Grad der sozialpsychologischen Assimilierung bei gleichzeitiger sprachlicher Disparität gibt den Sprachwissenschaftlern bis heute Probleme bei der Klassifikation und Identifikation diverser neuguinesischer Ethnien auf, denn es handelt sich bei den Arapesh um keinen Einzelfall.
Die Nachkommensstrukturen sind patrilinear. Die Wohnsitznahme nach einer Heirat liegt beim Ehemann oder dessen Familie. Zumeist werden die Ehen im gemeinsamen Dorf geschlossen, wobei Schwesterntausch-Heirat und Kinderverlöbnisse Usus sind. Ältere lassen sich nicht nur nicht scheiden, sondern unterliegen den Regeln erhöhter Beistands- und Unterstützungspflicht gegenüber Jüngeren, was insbesondere bei nicht-gleichgeschlechtlichen Geschwistern der Eltern für Mutterbrüder gegenüber den nachkommenden Knaben gilt. Verheiratete Frauen bewohnen zusammen mit Mann und Kindern ihr eigenes Haus. Die Männer besitzen außerhalb des Hauses, aber in dessen unmittelbarer Nähe, separate Refugien (Yamshäuser). Dort werden die rituell bedeutsamen Gegenstände aufbewahrt; Zutritt zu diesen Aufbewahrungsorten ist den Ehefrauen verboten. Die adoleszenten Nachkömmlinge verstärken die rituellen Tätigkeiten des Vaters im Yamshaus. Ist das eigene Kind aus dem Haus, wenden sich die Eheleute einander wieder intensiver zu.
Die Arapesh gelten in der Literatur sowohl im Innen- wie im Außenverhältnis und unter den Geschlechtern als ungewöhnlich friedfertige Ethnie. Hierzu bildet der bisweilen als äußerst gewalttätig beschriebene Tambaran-Kult einen offensichtlichen Kontrast. In den 1930er Jahren veröffentlichte Margaret Mead zum Themenkreis der Aggression (siehe dazu die Mead-Freeman-Kontroverse sowie Sozialordnung der Arapesh) eine Vergleichsstudie, worin die (heute zunehmend umstrittene) Erkenntnis der Friedfertigkeit der Arapesh resultierte. Der Sozialpsychologe Erich Fromm ordnete sie aufgrund dieser Erkenntnisse terminologisch den „Lebensbejahenden Gesellschaften“ zu, welche ein ausgeprägter Gemeinschaftssinn mit großer sozialer Gleichheit, eine freundliche Kindererziehung, eine tolerante Sexualmoral und geringe Aggressionsneigung ausmache.

## Wirtschaft
Die Arapesh leben in einem Sumpfgebiet mit regelmäßigen Überschwemmungen zwischen November und April, weshalb Malaria die häufigste Todesursache darstellt. In den Trockenzeiten wird bisweilen jedoch Wasserknappheit beklagt.
Der Anbau vornehmlich von Yams, daneben Taro, Sago, Bananen, Zuckerrohr sowie Papaya, Kokosnuss und Brotfrucht für den Eigenbedarf ist eine wichtige traditionelle Subsistenzstrategie für die Arapesh. Die im Hochland häufig angebauten Süßkartoffeln werden bei den Arapesh lediglich beiläufig kultiviert, gleiches gilt für Maniok. Der Fleischkonsum kann als rar eingestuft werden und vornehmlich zu zeremoniellen Anlässen.